# Condylostylus terminalis
Condylostylus terminalis är en tvåvingeart som beskrevs av Becker 1922. Condylostylus terminalis ingår i släktet Condylostylus och familjen styltflugor. Inga underarter finns listade i Catalogue of Life.